# Aliança para o Progresso (Peru)
A Aliança para o Progresso (em castelhano: Alianza para el Progreso), mais conhecido pelo acrónimo APP, é um partido político peruano fundado em 8 de dezembro de 2001 por César Acuña. De ideologia liberal-conservadora, encontra-se situado entre a centro-direita e a direita do espectro político.

## Histórico
Nas eleições gerais de 2021, foi o terceiro partido mais votado na eleição parlamentar com 7,54% dos votos válidos e logrou eleger uma bancada de 16 deputados no Congresso da República. Entretanto, Acuña foi somente o 7.º na eleição presidencial, tendo conquistado apenas 6,02% dos votos válidos.

## Resultados eleitorais

### Eleições presidenciais
| Data | Candidato             | CI.  | Votos     | %           | Status     |
| ---- | --------------------- | ---- | --------- | ----------- | ---------- |
| 2006 | Natale Amprimo        | 10.ª | 49 332    | 0,40 / 100  | Não eleito |
| 2011 | Pedro Pablo Kuczynski | 3.º  | 2 711 450 | 18,52 / 100 | Não eleito |
| 2021 | César Acuña           | 7.º  | 849 112   | 6,02 / 100  | Não eleito |

### Eleições parlamentares
| Data | CI. | Votos válidos | %     | Congresso | +/-  |
| ---- | --- | ------------- | ----- | --------- | ---- |
| 2006 | 10º | 248 400       | 2.31  | 0 / 130   | Novo |
| 2011 | 3º  | 1 851 080     | 14.42 | 12 / 130  | 12   |
| 2016 | 4º  | 1 125 682     | 9.23  | 9 / 130   | 3    |
| 2020 | 4º  | 1 178 020     | 7.96  | 22 / 130  | 13   |
| 2021 | 5º  | 818 271       | 7.61  | 16 / 130  | 6    |